# Indragiri
Indragiri is een bestuurslaag in het regentschap Bandung van de provincie West-Java, Indonesië. Indragiri telt 4044 inwoners (volkstelling 2010).